# リワード広告
リワード広告（リワードこうこく）は、成功報酬型広告の一種で、アクセスした訪問者に報酬の一部を還元する仕組みを持った広告である。

## 概要
これは、広告提供者（クライアント）がアフィリエイトプログラムを提供する広告企業であるアフィリエイトサービスプロバイダ (ASP) に依頼して広告を出し、サービス提供者はサービス内に上記広告を張り出すことを契機とし、アクセスした訪問者に対し成功報酬の一部を還元する仕組みを持つ。
この発祥について、MINKABU編集長の鈴木聖也は著書「最近のウェブ、広告で読みにくくないですか？ ISBN 978-4-06-537377-4 」の中で"スマホゲームで装備を買ったりスキルを上げるのに必要なゲーム内通貨を、広告を閲覧することで得られるという仕組みから始まった"と述べている。
通常、成功報酬型広告では広告掲載者を特定する識別子がURL中に埋め込まれており、リンククリック時に識別子がASPに送信され記録されるが、リワード広告では識別子に誰が訪問したかの情報を同時に埋め込む。
クライアントが設定した条件、たとえば会員登録完了を訪問者が達成した場合、ASPからサービス提供者に訪問者の識別子をコールバックする。サービス提供者はコールバックを受け取り、訪問者の識別子を判断。該当の訪問者へ報酬を還元する。
リワード広告の目的は、App StoreやGoogle Playにおけるダウンロードランキングを不正に上げることである(ランキングの操作は両プラットフォームとも規約で禁止されている)。すなわち、いわゆるお小遣いアプリからクライアントの指定したアプリをダウンロードすることで表面的には自分の興味でアプリケーションをダウンロードした場合と同じくアプリケーションのダウンロード数としてカウントされ、これによってアプリのランキングが向上することになる。
推測される各ストアのランキングロジックにあわせてリワード広告の出稿タイミングを変えることで効果的にランキングを上げることが可能となっている。
お小遣いアプリを運営する企業は、お小遣いアプリの性質上各ストアのプラットフォーマーから規約違反によってデベロッパーアカウントが剥奪される可能性が高いため、個人の偽名やペーパーカンパニーを通してアプリを公開する場合が多い。
リワード広告は、ウェブ媒体において一見中立的記事でありながら企業から金銭を受け取っていることで当該企業の都合の良い記事を捏造するネイティブ広告と同様、消費者を騙すことによって安価で効果的に製品を訴求できるため社会的倫理を犯してでも広告効果を重視してリワード広告を採用する企業は多い。
App Storeのランキング上位にしばしば見られる出会い系アプリでは、このリワード広告が多用されている。
ユーザーは、ダウンロード報酬として獲得できるポイントを一定以上集めることでAmazon・iTunesストア・Google Playなどで利用できるポイントに換金することができる。

## リワード広告提供企業一覧(一部)
- CyberZ
- AppDriver
- GMO TECH
- metaps
- poncan
- ドリコム
- GREE
- ハングアウト
- D2C
- mixi
- ADPRESSO
- Appeleven
- CTW
- i-mobile
- アドウェイズ
- エージェント
- ユナイテッド
- ファンコミュニケーションズ

## App Store等でリワード広告を活用する企業(一部)[3]
- Aiming
- スクウェア・エニックス
- セガ
- LINE
- コナミ
- Amazon
- Twitter
- バンダイナムコエンターテインメント